# Barabbas (film, 1961)
Pour les articles homonymes, voir Barabbas (homonymie).
Pour plus de détails, voir Fiche technique et Distribution.
Barabbas (Barabba) est un film italo-américain réalisé par Richard Fleischer et sorti en 1961.

## Synopsis
Ce film imagine l'histoire du brigand Barabbas, dont on sait très peu de choses, et de Ponce Pilate :
1. Devant choisir entre Jésus et Barabbas, assassin et brute avinée, le peuple choisit Barabbas.
2. L’ombre de celui qui a péri à sa place hantera à tout jamais cet esprit primaire qui, au fil des épreuves vécues, va se façonner peu à peu en doutes et en remords.
3. Arrêté une seconde fois, Barabbas est envoyé aux mines de soufre en Sicile.
4. Après de nombreuses années de captivité, un tremblement de terre le libère de ses chaînes. Rien ne semble avoir la force d'anéantir un tel profil. Reconnu par ses pairs comme étant un élément indestructible, Barabbas est convaincu que sa libération a un but et qu’il est le détenteur d’une mission divine.
5. Au contact des idées de celui qui est mort pour sa libération, son esprit se construit ; devenu gladiateur, il survit encore une fois dans l’arène et venge la mort de son seul ami dont il a adopté la religion.
6. Illuminé à tort par une fausse intuition, il commet une erreur irréparable. Ceci n’aura pas de conséquences sur le cheminement global d’un personnage qui, par la réflexion, se construit une envergure interne nouvelle en combattant ses démons intérieurs.
7. Tout ceci éveille les sens d’un homme présenté comme englué dans la rapine et le meurtre et qui, au contact d’une vie miraculeusement sauvée (la sienne), va renaître par l’évolution d’un esprit constructif auquel on a distillé des idées nouvelles en complète contrepartie avec le contenant primaire de base.

## Fiche technique
- Titre original : Barabba
- Titre français : Barabbas
- Réalisation :	Richard Fleischer
- Scénario : Christopher Fry, Nigel Balchim, Diego Fabbri d’après le roman homonyme de Pär Lagerkvist (1950)
- Décors : Mario Chiari, Maurizio Chiari
- Costumes : Maria De Matteis
- Photographie : Aldo Tonti
- Montage : Raymond Poulton, Alberto Gallitti
- Musique : Mario Nascimbene
- Producteur : Dino De Laurentiis
- Producteur associé : Luigi Luraschi
- Sociétés de production : Dino De Laurentiis Cinematografica (Italie), Columbia Pictures Corporation (États-Unis)
- Sociétés de distribution : Columbia Pictures (1961), Sony Pictures Television (1995)
- Pays de production :  États-Unis,  Italie
- Langue originale : anglais
- Format : couleur par Technicolor :
  - Version 35 mm — 2.35:1 CinemaScope — son monophonique (Westrex Electric Recording)
  - Version 70 mm — 2.20:1 Super Technirama — son stéréo 6 pistes
- Genre : drame, péplum, film historique
- Durée : 144 minutes
- Dates de sortie :
  - Italie : 23 décembre 1961
  - France : 31 août 1962
  - États-Unis : 10 octobre 1962
- (fr) Classification CNC : tous publics (visa d'exploitation no 26474 délivré le 14 août 1962)
- Affiche : Jean Mascii (France)

## Distribution
- Anthony Quinn (VF : Jean Davy) : Barabbas
- Silvana Mangano (VF : Nadine Alari) : Rachel
- Jack Palance (VF : René Arrieu) : Torvald
- Vittorio Gassman (VF : Jean-Louis Jemma) : Sahak
- Katy Jurado (VF : Danièle Roy) : Sara
- Valentina Cortese (VF : Claire Guibert) : Julia
- Arthur Kennedy (VF : Jean-Claude Michel) : Ponce Pilate
- Ernest Borgnine (VF : Michel Gudin) : Lucius
- Norman Wooland (VF : Jean Martinelli) : le sénateur Rufius
- Ivan Triesault (VF : René Bériard) : l'empereur
- Harry Andrews (VF : Louis Arbessier) : l'apôtre Pierre
- Robert Hall (VF : Marcel Bozzuffi) : Glatus, chef des gladiateurs
- Arnoldo Foa (VF : René Bériard) : Joseph d'Arimathie
- Joe Robinson (VF : Michel Gatineau) : le gladiateur blond
- Enrico Glori : l'homme important
- Piero Pastore : Nicodemus
- Michael Gwynn : Lazare

## Tournage

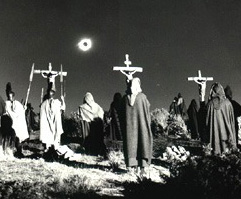
Eclipse de 1961 durant le tournage du film.

- Période de prises de vue : premier semestre 1961.
- Extérieurs en Italie :
  - Arènes et Piazza Bra de Vérone en Vénétie.
  - Catane et Etna en Sicile.
  - Roccastrada en ToscaneÉclipse sur le Golgotha : sur ce lieu où se tournaient les scènes de la crucifixion, Richard Fleischer a intégré l'éclipse solaire du 15 février 1961[2] comme manifestation surnaturelle survenant lors de l'agonie du Christ[3],[4].